# CNBC Indonesia
CNBC Indonesia (CNBC ID) est la chaîne indonésie diffusant des nouvelles financières lancée conjointement par CNBC, et Transmedia. Elle a commencé ses émissions le 8 octobre 2018

## Programmes
- Managing Asia
- Profit
- Number's Bite
- Iconomics
- CNBC Indonesia Exclusive
- Breaking News
- Squawk Box Indonesia
- Power Lunch Indonesia
- Closing Bell Indonesia
- Evening Up
- INVESTime
- The Journey
- Prime Words
- Trend Setter
- Around The World
- Cuap Cuap Cuan
- Special Dialogue